# Kostel svatého Františka z Assisi (Podmokly)
Kostel svatého Františka z Assisi, též kostel svatého Františka Serafinského v Podmoklech je římskokatolický farní kostel. Stavba z roku 1858 ve stylu pseudorománské baziliky se nachází uprostřed Husova náměstí v Děčíně-Podmoklech, asi 200 metrů od hlavního nádraží. Od 24. října 2016 je kostel chráněn jako kulturní památka.

## Historie

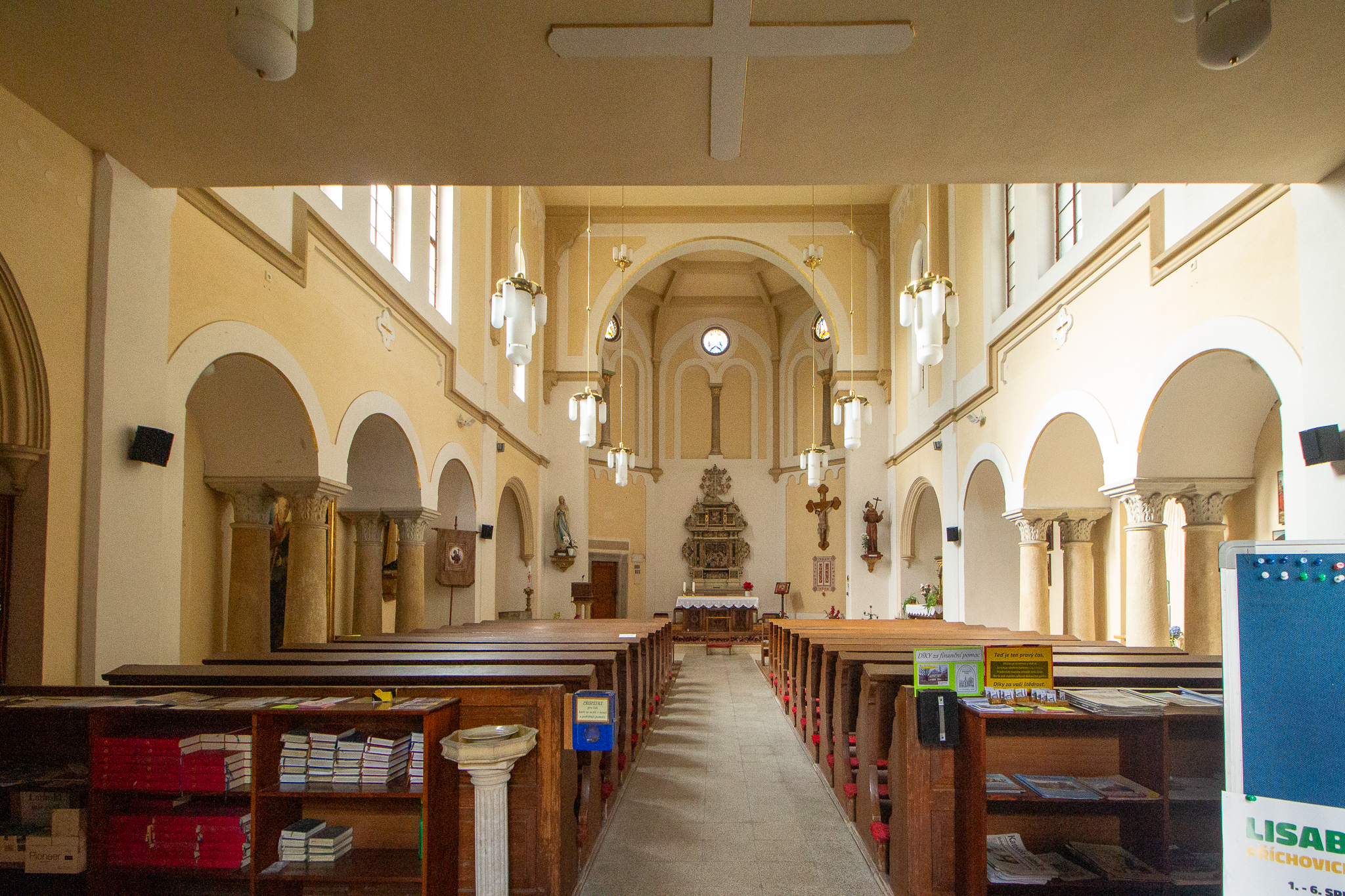
Interiér kostela

Kostel svatého Františka v Podmoklech byl postaven v letech 1856–1858 děčínským stavitelem Josefem Perthenem. Vznikl jako chrám pro rychle se rozvíjející obec Podmokly, která byla v blízkosti Pražsko-drážďanské dráhy. Základní kámen byl slavnostně položen 18. srpna 1856. Kostel byl vysvěcený v 3. listopadu 1861. Farním chrámem se stal roku 1934, do té doby byl filiálním. V letech 1974–1975 byla provedena oprava elektroinstalace a úprava interiéru. V letech 1992–1994 kostel získal novou střechu a fasádu. Od podzimu roku 1999 do dubna roku 2000 byla v kostele postupně pokládána nová dlažba. Dne 19. dubna 2001 byl kostel pro bohoslužby uzavřen, aby mohla být provedena rekonstrukce elektroinstalace, a vnitřek kostela aby byl opraven a vymalován. Ke znovuotevření kostela s novým osvětlením došlo 26. srpna 2001. K 24. říjnu 2016 se kostel stal kulturní památkou České republiky ve smyslu památkového zákona pod rejstříkovým číslem 105918.
Duchovní správci kostela jsou uvedeni na stránce: Římskokatolická farnost Děčín-Podmokly.

## Architektura

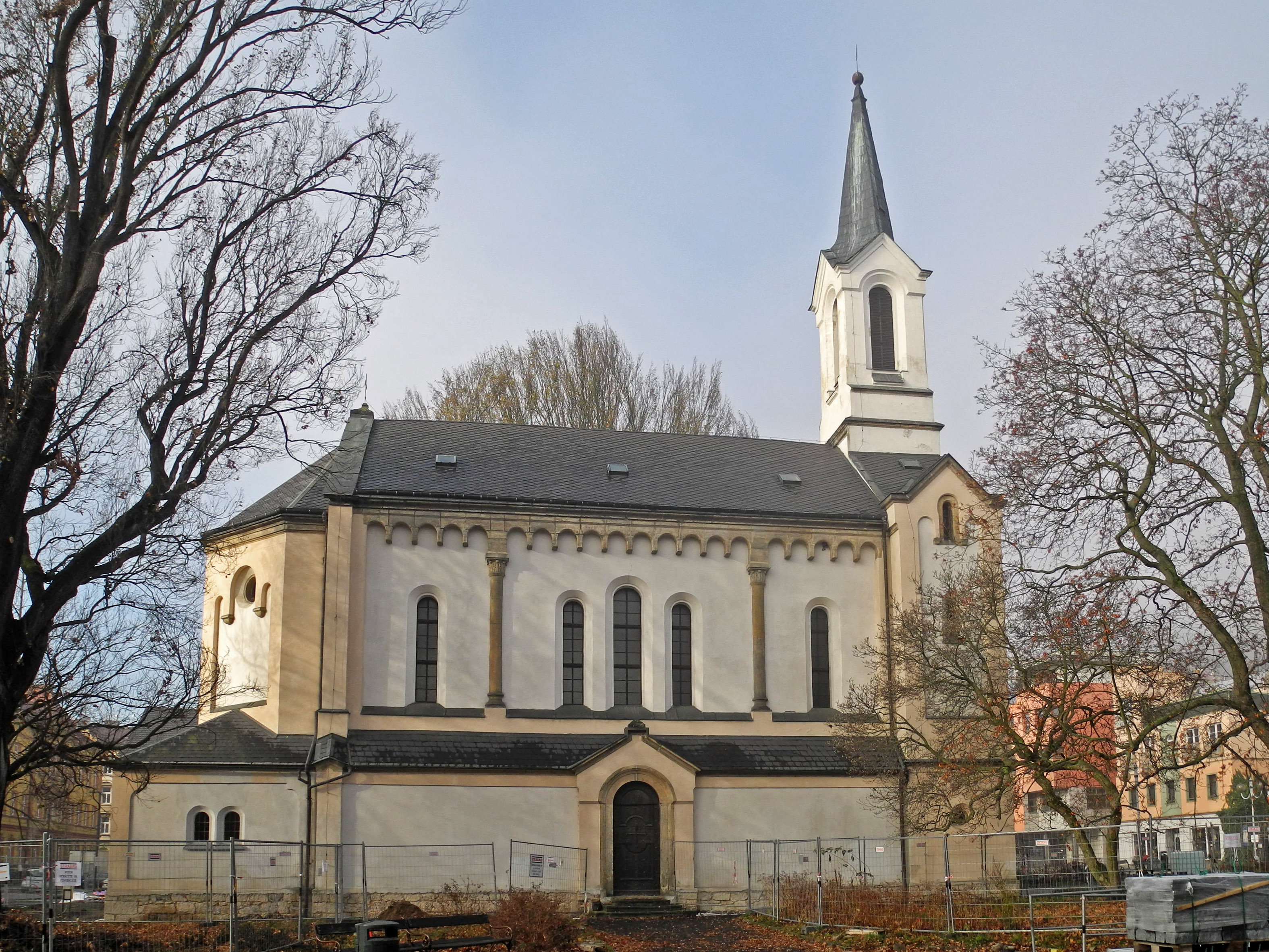
Pohled na kostel od východu

Pseudorománská obdélná jednolodní stavba není orientovaná, polygonální presbytář směřuje k jihu. K hlavní lodi přiléhají po stranách boční kaple, které jsou naznačené sloupy a výklenkovými vestavbami s pěti oblouky. Románské sloupy, které oddělují výklenky, jsou zdobeny hlavicemi s listy. Strop kostela je plochý s klenutou apsidou pro hlavní oltář. V závěru presbytáře je osazena trojice barevných skleněných vitráží s motivy modlících se andělů od malíře Josefa Führicha.

## Vybavení
Součástí interiéru je renesanční oltář z roku 1604 nebo 1605 s pašijovými motivy od freiberského sochaře F. Dittricha, který je ukázkou tzv. saské renesance. Do podmokelského kostela sv. Františka z Assisi byl přesunut v roce 1956 ze zchátralého kostela sv. Michaela archanděla v Krásném Studenci, jehož demolice proběhla v roce 1966. Roku 1958 prošel opravou a dodnes slouží jako hlavní oltář. V kostele jsou rokokové sošky svatého Václava a Zikmunda. Podle J. Führicha autorem obrazů čtrnácti zastavení křížové cesty malovaných olejem je ředitel školy Emil Mauder. Ze zbořeného kostela v Krásném Studenci pochází i kamenná křtitelnice datovaná do druhé poloviny 15. století. Sochy po stěnách kostela jsou novodobé, v boční kapli po pravé straně lodě je umístěn dřevěný polychromovaný oltář Nejsvětějšího Srdce Páně.